# NGC 429
NGC 429 là một thiên hà dạng thấu kính loại S0 ^ 0: nằm trong chòm sao Kình Ngư. Nó được phát hiện vào ngày 20 tháng 12 năm 1786 bởi William Herschel. Nó được Dreyer mô tả là "rất mờ nhạt, rất nhỏ".